# Sinocyclocheilus huangtianensis
Sinocyclocheilus huangtianensis är en fiskart som beskrevs av Zhu, Zhu och Lan 2011. Sinocyclocheilus huangtianensis ingår i släktet Sinocyclocheilus och familjen karpfiskar. Inga underarter finns listade i Catalogue of Life.